# Chlorissa syrene
Chlorissa syrene är en fjärilsart som beskrevs av Geoffroy 1785. Chlorissa syrene ingår i släktet Chlorissa och familjen mätare. Inga underarter finns listade i Catalogue of Life.